# Nigrolamia borussa
Nigrolamia borussa là một loài bọ cánh cứng trong họ Cerambycidae.